# L'Acadie nouvelle
Pour les articles homonymes, voir Acadie (homonymie).
L’Acadie nouvelle,,, (aussi typographié L’Acadie NOUVELLE ou L’Acadie Nouvelle) est un quotidien canadien indépendant de langue française. Il est rédigé à Caraquet, imprimé par Brunswick News à Moncton et distribué dans tout le Nouveau-Brunswick depuis le 6 juin 1984.

## Description
Il s’agit d’un journal de langue française publié du lundi au samedi. L’Acadie nouvelle a la distinction d’être le seul quotidien de langue française à être publié au Nouveau-Brunswick et à ce titre, sert de tribune aux aspirations politiques, sociales et culturelles des Acadiens de cette province canadienne. En 2005, il représente 15 % du tirage des quotidiens au Nouveau-Brunswick.

## Histoire

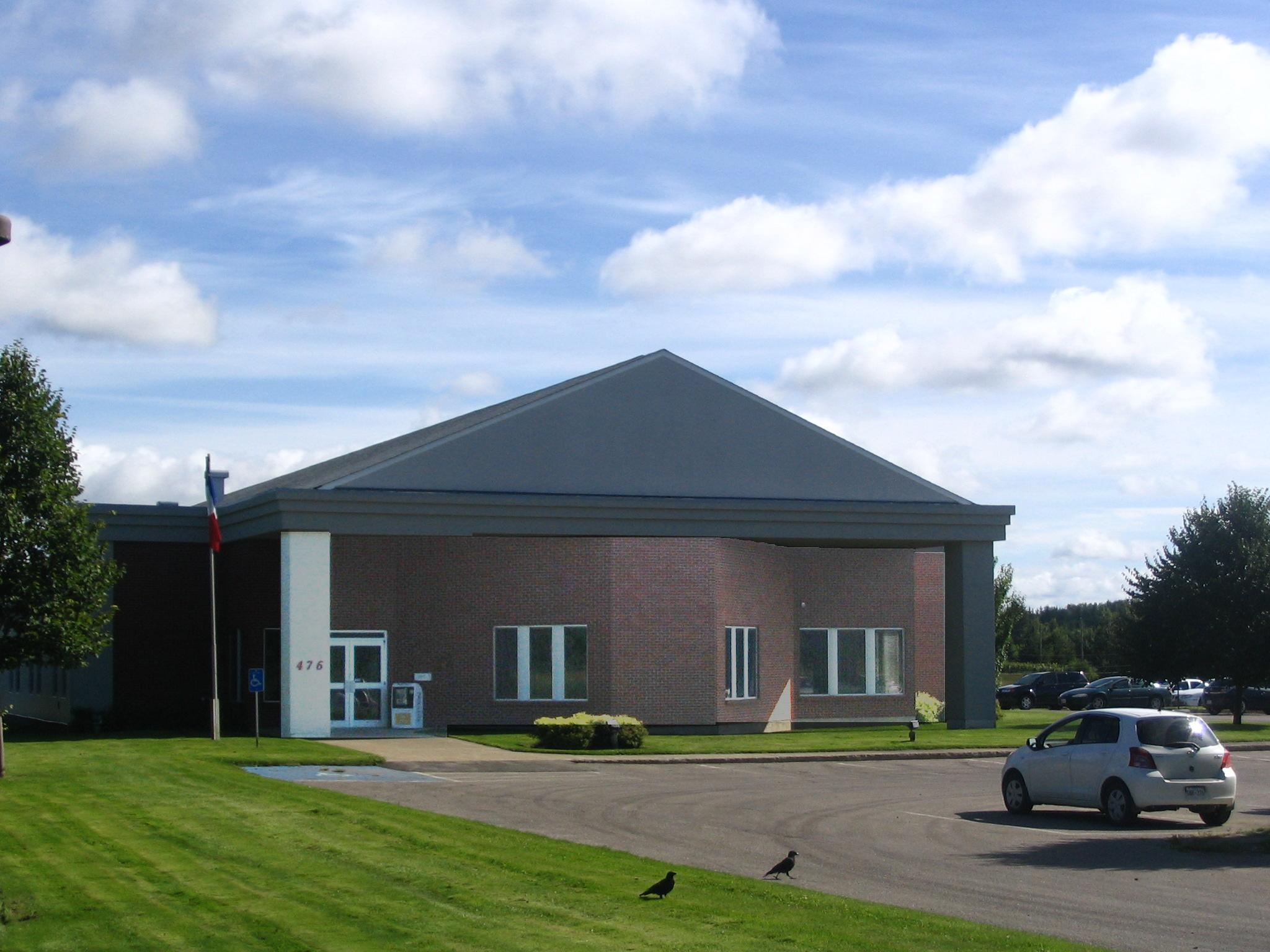
Le siège social de L’Acadie nouvelle, à Caraquet.

La création du journal fait suite à la fermeture, en octobre 1982, du quotidien L’Évangéline. Le financement initial du projet a été rendu possible par une levée de fonds publique de 350 000 $ auprès des gens d’affaires et des professionnels, en particulier ceux de la Péninsule acadienne. 
À ses origines, L’Acadie nouvelle était distribué dans un territoire correspondant en gros aux limites du comté de Gloucester. Bien que rédigé et composé à Caraquet, le journal était imprimé sur les presses du Miramichi Leader, un hebdomadaire publié à Miramichi, une localité distante de plus de 100 km de Caraquet. Au cours de ses trois premières années d’existence, L’Acadie nouvelle a augmenté son tirage de 5 700 à 12 000 copies.
La fondation de l’imprimeur commercial Acadie Presse Inc., en 1988, a permis au journal d’être imprimé sur place, améliorant ainsi les heures de tombée et sa diffusion matinale, surtout durant la saison hivernale. La construction des locaux de l’imprimeur a aussi permis la relocalisation des services administratifs du journal et de sa rédaction centrale dans des locaux modernes, situés dans la partie ouest de la ville. Le journal et l’imprimerie ont fusionné leurs opérations en 2002.   
Le journal a étendu sa diffusion à l’ensemble du Nouveau-Brunswick le 5 septembre 1989. L’expansion de la couverture, avec l’embauche de journalistes permanents dans les villes de Campbellton, Edmundston, Fredericton et Dieppe et de la distribution du journal sur l’ensemble du territoire provincial a créé de nouvelles possibilités pour le journal.
Cette expansion a notamment été rendue possible par un fonds de fiducie créé conjointement par le gouvernement fédéral et la province, à la suite de la fermeture de L’Évangéline. La création du fonds de fiducie a donné lieu à de nombreuses controverses entre L’Acadie nouvelle et un projet concurrent, Le Matin, qui avait son siège social à Moncton. Après la fermeture du Matin, en 1988 — qui n’a pas séduit les gens du Sud-Est comme L’Acadie nouvelle l’a fait dans sa région d’origine, les dirigeants du journal ont pu jouir du soutien du fonds et entreprendre son expansion à l’échelle du Nouveau-Brunswick.
Les employés de L’Acadie nouvelle sont représentés depuis 1989 par le Syndicat des travailleuses et travailleurs de L’Acadie nouvelle, affilié à la Fédération nationale des communications (CSN). La signature d’une première convention collective entre la direction du journal et ses employés syndiqués a donné lieu à une grève de deux semaines en octobre 1990. Ce conflit de travail a entraîné le départ du directeur de l’information et éditorialiste Jean-Marie Nadeau, qui avait désavoué la conduite de la direction du journal en manifestant publiquement ses sympathies à l’égard du personnel en grève.
D’abord publié du lundi au vendredi, L’Acadie nouvelle publie une édition du week-end tous les samedis, depuis août 2003. Selon l’éditeur du journal, Armand Caron, le tirage quotidien de L’Acadie nouvelle se chiffre à 21 710 copies en semaine et à 23 687 copies le samedi.
En 2009, L’Acadie nouvelle est touchée par la crise économique alors que ses ventes baissent de 10 %. Six employés sont alors mis à pied, les salaires sont réduits et le journal cesse d’être publié lors des jours fériés. À ce moment, l’éditeur Brunswick News possède 3 des 4 quotidiens du Nouveau-Brunswick ainsi que les deux tiers des hebdomadaires. Plusieurs personnalités questionnent cette concentration des médias et les prises de positions des publications de Brunswick News dans certains dossiers chauds comme l’accès aux soins de santé en français. L’hebdomadaire L’Étoile, qui était auparavant publié par Brunswick News dans le sud-est du Nouveau-Brunswick, devient un journal provincial gratuit le 6 août 2009, avec un tirage de 100 000 exemplaires. La direction de L’Acadie nouvelle affirme ne pas s’inquiéter de ce nouveau concurrent. Le mois suivant, l’activiste et journaliste Jean-Marie Nadeau passe de L’Acadie nouvelle à L’Étoile, ce qui lui vaut plusieurs critiques. Une entente est signée au cours du mois d’août entre la Société nationale de l’Acadie et L’Acadie nouvelle, qui permettra au quotidien de publier des nouvelles hebdomadaires sur les communautés acadiennes à l’extérieur du Nouveau-Brunswick.

Logo utilisé jusqu'en février 2011

Logo utilisé depuis février 2011

Le 24 février 2011, un communiqué annonce : « L’imprimerie Acadie Presse, le quotidien provincial Acadie Nouvelle et le portail Web CapAcadie.com deviennent le groupe de presse Acadie Média ». Il poursuit : « Francis Sonier, éditeur-directeur général d’Acadie Média, affirme avec enthousiasme : « Nous adoptons aujourd’hui une nouvelle image d’entreprise qui nous représente tel que nous le sommes maintenant après plus d’un quart de siècle d’existence. Une entreprise moderne qui est tournée vers l’avenir et qui s’appuie sur l’apport de ses trois divisions, ce rapprochement entre les divisions permet d’envisager l’avenir avec optimisme. » ».
À l'été 2011, la direction du journal confirme qu'elle négocie avec le gouvernement du Nouveau-Brunswick afin d'obtenir un soutien qui viendrait en partie combler le manque à gagner provoquée par la chute des rendements du fonds de fiducie créé dans les années 1980,. Les actionnaires acceptent ensuite de financer le journal avec un prêt de 350 000 $, permettant à la direction de laisser de côté l'aide gouvernementale.
En septembre 2012, Acadia Média confie l'impression de L'Acadie nouvelle à Brunswick News, de Moncton. La rédaction du journal s'effectue toujours à Caraquet mais la décision entraîne la mise à pied de vingt personnes et, selon la direction, une économie d'un million de dollars par année. Brunswick News contrôle toutefois l'impression de presque tous les journaux et tous les quotidiens de la province par cette même décision, ce que dénonce le directeur du journal Le Moniteur acadien, imprimé jusqu'alors par Acadie Média et qui souhaite trouver un nouvel éditeur ou faire disparaître son journal plutôt que de le faire imprimer par Brunswick News. La presse rotative de Caraquet est vendue en Égypte en avril 2013 ; il n'y a alors plus de presse rotative en Acadie.

## Éditorialistes, chroniqueurs et journalistes
Le quotidien L'Acadie Nouvelle compte ou a compté parmi ses éditorialistes, chroniqueurs et journalistes, des personnalités telles que :
- Philippe Bernier Arcand, chroniqueur
- Serge Comeau, chroniqueur
- Stéphanie Chouinard, chroniqueuse
- France Daigle, chroniqueuse
- Françoise Enguehard, chroniqueuse
- Céleste Godin, chroniqueuse
- François Gravel, éditorialiste
- David Lonergan
- Marc Poirier, chroniqueur
- Rino Morin Rossignol, chroniqueur
- Sylvie Mousseau, journaliste, chroniqueuse
- Jean-Marie Nadeau, éditorialiste
- Roger Ouellette, chroniqueur
- Martin Pitre
- Yoan Bourgoin, chroniqueur